# Joel
|  | Per a altres significats, vegeu «Joel (desambiguació)». |

Joel (en llatí Joel, en grec Ἰωήλος) fou un historiador romà d'Orient que va viure al final del segle xii i començaments del segle xiii i va escriure Χρονογράφια ἐν συνόψει, que és una història de diversos fets notables històrics sobretot romans d'Orient. Comença amb Adam i arriba fins a la mort d'Aleix V Ducas el 1204.
En conjunt l'obra no és molt valuosa excepte la darrera part, on Joel devia ser testimoni directe dels fets, ja que lamenta molt vivament la conquesta de la ciutat de Constantinoble pels llatins de la Quarta Croada, que hi van fundar l'Imperi Llatí.